# Gustav Stutzer
Gustav Stutzer (Seesen, 30 de janeiro de 1839 — Heidelberg, 18 de março de 1921) foi um pastor, teólogo e escritor alemão, que viveu em Blumenau de 1885 a 1887 e em Ribeirão Pires de 1891 a 1909. Ele e sua esposa Therese escreveram alguns livros sobre suas experiências no Brasil, que tiveram grande repercussão e dezenas de edições na Alemanha. Os relatos são um retrato da vida de imigrantes alemães no Brasil e sua visão dos costumes do país no final do século XIX e início do século XX.
Em sua homenagem, uma das ruas de Blumenau foi denominada "Pastor Stutzer". Seu irmão, Otto Stutzer, foi o primeiro superintendente de Blumenau.
Na Alemanha foi pastor nas cidades de Erkerode e Lucklum, no antigo Ducado de Brunsvique. Em Erkerode fundou em 1868 um internato para pessoas com problemas mentais, conhecido hoje como "Evangelische Stiftung Neuerkerode".

## Obra
- In Deutschland und Brasilien, Lebenserinnerungen, Braunschweig: Hellmuth Wollermann Verlagsbuchhandlung, 1913, 17. ed., 1927
- Geheimnisse des Seelenlebens, Braunschweig: Wenzel & Sohn, 1915, 15. ed., 1925
- Geheimnisse des Traumes, Braunschweig: Wenzel & Sohn, 1917, 11. ed., 1924
- Meine Therese. Aus dem bewegten Leben einer deutschen Frau, Braunschweig: Wenzel & Sohn, 1917, 27. ed., 1927
- Reiseerinnerungen eines alten Mannes, Braunschweig: Wenzel & Sohn, 1918, 7. ed., 1922
- Die anglikanische Staatskirche und ihre Bedeutung für Englands Weltmacht, Braunschweig: Wenzel & Sohn, 1918, 2. ed., 1919
- Die leise Hand, Braunschweig: Wenzel & Sohn, 1919, 6. ed., 1920
- Der deutsche Ansiedler in Süd-Brasilien, Braunschweig: Wenzel & Sohn, 1. até 4. ed., 1920